# Immersiella
Immersiella is een geslacht van schimmels uit de familie Neoschizotheciaceae. De typesoort is Immersiella immersa.

## Soorten
Volgens Index Fungorum telt het geslacht twee soorten (peildatum april 2024):
| Soortnaam                                         | Auteur(s)                            | Publicatiejaar |
| ------------------------------------------------- | ------------------------------------ | -------------- |
| Immersiella caudata (Verzonken piekhaartonnetje)  | (Sacc.) A.N. Mill. & Huhndorf        | 2004           |
| Immersiella hirta                                 | (E.C. Hansen) S.K. Huang & K.D. Hyde | 2021           |
| Immersiella immersa (Ranksporig piekhaartonnetje) | (P. Karst.) A.N. Mill. & Huhndorf    | 2004           |